# تومير شينسينسكي
تومير شينسينسكي (بالعبرية: תומר חנצ'ינסקי‏) (1 ديسمبر 1984 ببات يام في إسرائيل - ) هو لاعب كرة قدم كندي وإسرائيلي في مركز حراسة المرمى. شارك مع منتخب كندا لكرة القدم. أما مع النوادي، فقد لعب مع نادي أوربرو ونادي تورونتو ونادي روفانييمن بالوسورا ونادي فآسا ونادي مكابي تل أبيب ونادي هلسينغبورغ وHapoel Nir Ramat HaSharon F.C. ‏ وFC Nistru Otaci ‏ وDetroit Ignition ‏ وFC Santa Claus ‏ وHakoah Amidar Ramat Gan F.C. ‏ وJersey Express S.C. ‏ ونادي بان.

## روابط خارجية
- تومير شينسينسكي على موقع اتحاد السويد (السويدية)
- تومير شينسينسكي على موقع قاعدة بيانات كرة القدم.إي يو (الإنجليزية)
- تومير شينسينسكي على موقع ناشيونال فوتبول تيمز (الإنجليزية)
- تومير شينسينسكي على موقع Soccerway.com (الإنجليزية)
- تومير شينسينسكي على موقع AS.com (الإسبانية)